# 荷兰坂
32°44′19.02″N 129°52′20.79″E / 32.7386167°N 129.8724417°E

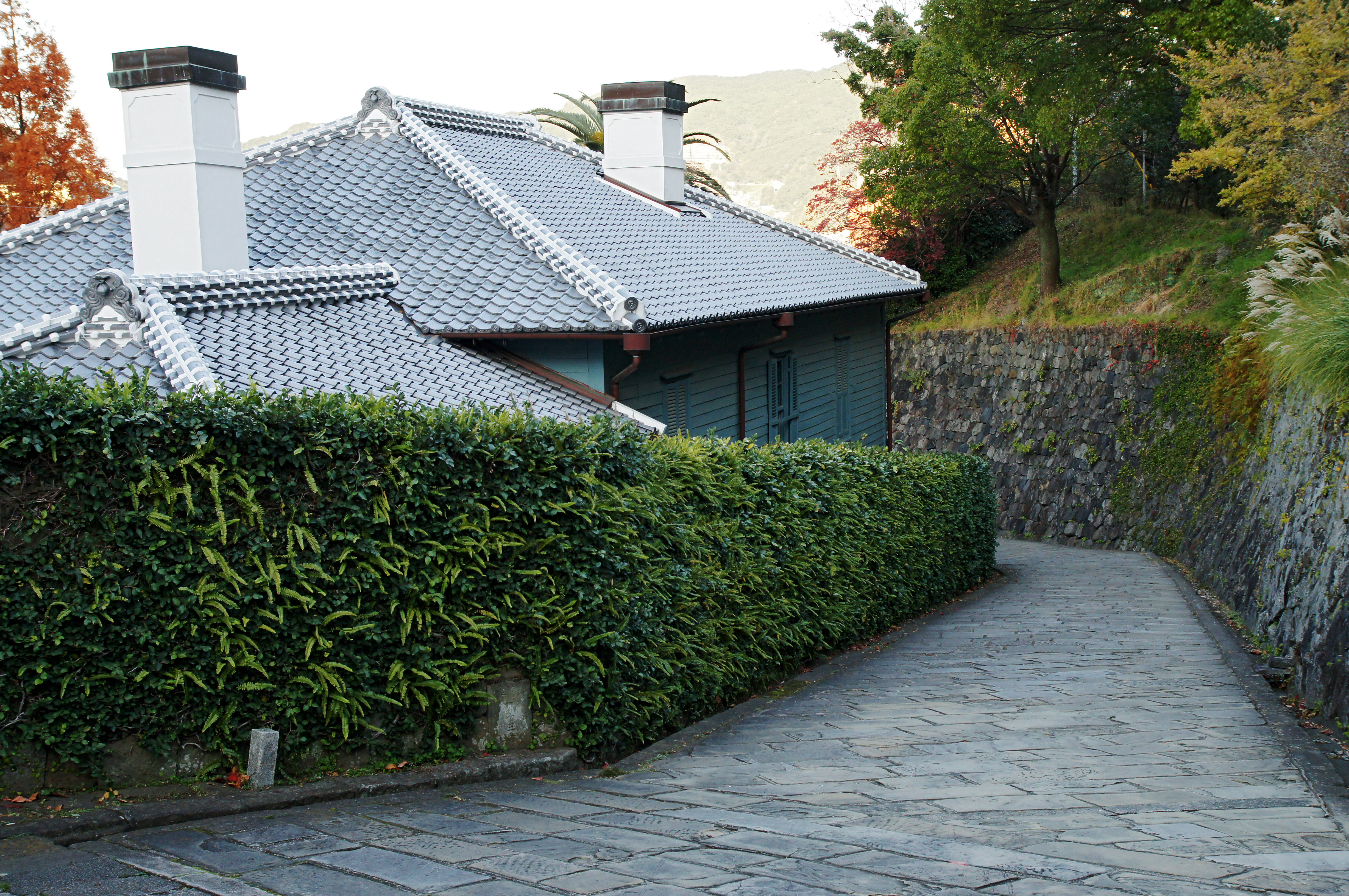
東山手十三番館（左）与活水女子大学（右）

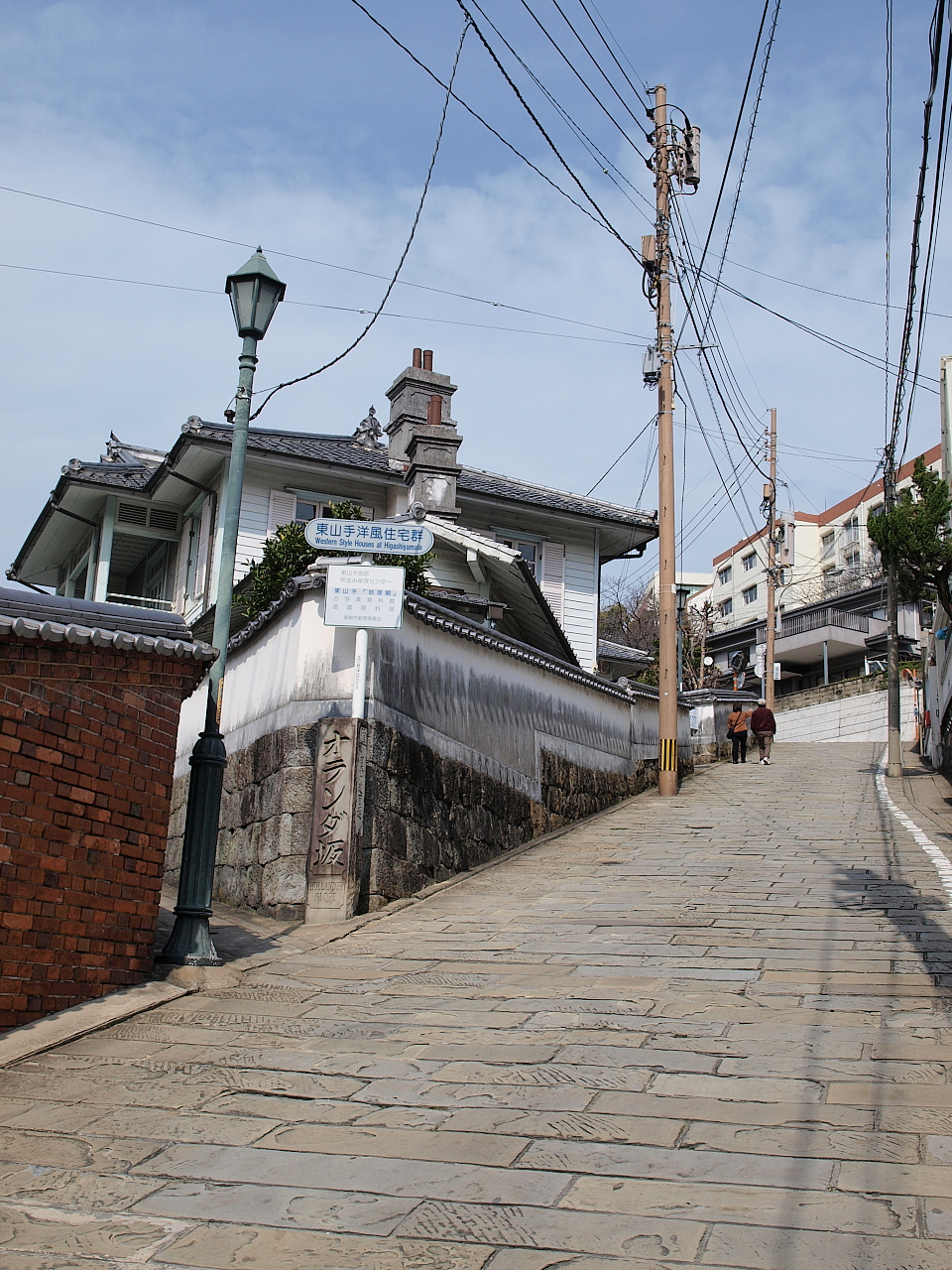
東山手洋風住宅群前

荷兰坂是位於日本長崎縣長崎市東山手町地區的斜坡道通稱，为重要传统建筑群保存地区「東山手」的一部分。
沿街有活水女子大学、東山手十二番館、東山手十三番館、昭和会病院等西洋建筑。
在江戶時代到明治時代期間，日本將歐美人一律通稱為「荷蘭人」，而當時的東山手地區在長崎開放通商後，被劃為外國人居留地，週邊建有量大西式建築，當時的人就稱這些坡道為「荷蘭人通行的坡道」，最後被簡稱為「荷蘭坡」。